# Ljudmila Prokaschowa
Ljudmila Wjatscheslawowna Prokaschowa (russisch Людмила Вячеславовна Прокашёва, * 23. Januar 1969 in Pawlodar) ist eine ehemalige kasachische Eisschnellläuferin, die bis 1991 für die Sowjetunion und 1992 für die Gemeinschaft Unabhängiger Staaten antrat.

## Karriere
Bei der Weltmeisterschaft 1990 trat Prokaschowa für die Sowjetunion an und belegte im Vierkampf den sechsten Platz.
Zwei Jahre später, 1992 in Albertville, nahm sie im Team der Gemeinschaft Unabhängiger Staaten erstmals an Olympischen Spielen teil. Bei vier Starts erreichte sie mit dem fünften Platz über die 5000-Meter-Distanz nur eine vordere Platzierung. Vierzehn Tage nach den Olympischen Spielen belegte sie den vierten Platz bei der Weltmeisterschaft im Vierkampf. 
Nach einem zehnten Platz bei der Weltmeisterschaft 1993 erreichte die nunmehr für Kasachstan antretende Läuferin 1994 den neunten Platz. Bei den Olympischen Spielen 1994 in Lillehammer belegte sie über 3000 Meter den vierten Platz und über 5000 Meter den sechsten Platz. 1995 gewann sie im norwegischen Tynset bei der Weltmeisterschaft im Vierkampf die Silbermedaille hinter der Deutschen Gunda Niemann. 1996 wurden in Hamar die ersten Einzelstrecken-Weltmeisterschaften ausgetragen. Über 1500 Meter belegte Ljudmila Prokaschowa den sechsten Platz, über 3000 Meter gewann sie die Bronzemedaille hinter Gunda Niemann und Claudia Pechstein, wobei sie die dritte Deutsche Anni Friesinger um 0,26 Sekunden auf den vierten Platz verwies. 
1997 belegte Prokaschewa bei der Mehrkampf-Weltmeisterschaft den siebten Platz. Bei den Einzelstrecken-Weltmeisterschaften in Warschau erreichte sie über 3000 Meter und über 5000 Meter jeweils den fünften Platz. 1998 belegte sie bei den Olympischen Spielen 1998 in Nagano den siebten Platz über 3000 Meter. Über 5000 Meter gewann sie die Bronzemedaille hinter Claudia Pechstein und Gunda Niemann. Bei den Einzelstrecken-Weltmeisterschaften in Calgary belegte sie auf beiden langen Strecken jeweils den vierten Platz. Bei der Mehrkampf-Weltmeisterschaft 1998 wurde Prokaschowa Sechste. 
In den Jahren nach 1998 platzierte sie sich bei weltweiten Meisterschaften in der Regel auf dem zehnten Platz oder dahinter, die einzige Platzierung im einstelligen Bereich war der sechste Platz über 5000 Meter bei den Einzelstrecken-Weltmeisterschaften 2001. Im Dezember 2000 trat Prokaschowa in Harbin bei den Asienmeisterschaften 2001 an und gewann dort die Titel über 1500 Meter und über 3000 Meter, über 5000 Meter erhielt sie die Silbermedaille. Bei den Olympischen Spielen 2002 in Salt Lake City war der 16. Platz über 3000 Meter ihr bestes Ergebnis.
Prokaschowas beste Platzierungen im Gesamtweltcup waren der vierte Platz auf den langen Strecken 1993/94 und der vierte Platz über 1500 Meter 1994/95. 1990/91 gewann sie die sowjetische Meisterschaft im Vierkampf, 1999/2000 und 2000/01 war sie kasachische Meisterin im Vierkampf.

## Bestzeiten
- 500 Meter: 41,06 Sekunden (6. Februar 1999 in Hamar, Norwegen)
- 1000 Meter: 1:17,74 Minuten (3. März 2001 in Calgary, Kanada)
- 1500 Meter: 1:58,64 Minuten (6. Februar 1999 in Hamar, Norwegen)
- 3000 Meter: 4:05,01 Minuten (2. März 2001 in Calgary, Kanada)
- 5000 Meter: 7:09,42 Minuten (9. März 2001 in Salt Lake City, USA)